# Point Lookout (Misuri)
Point Lookout es una comunidad no incorporada en Oliver Township, Condado de Taney, Misuri, Estados Unidos, cerca de Branson y Hollister. Point Lookout está en el código postal de la oficina de correos estadounidense 65726. Point Lookout es parte del área estadística micropolitana branson.

## Historia
La oficina de correos de Point Lookout ha estado en funcionamiento desde 1931. El complejo fue llamado así debido a su elevada elevación. Su elevación es de aproximadamente 928,96 pies o 283,15 metros sobre el nivel del mar.

## Educación
El Colegio de los Ozarks está en la comunidad. College of the Ozarks anteriormente acogió anualmente el torneo de baloncesto de la División II de la NAIA.